# Juan Ramón Barbancho
Juan Ramón Barbancho Rodríguez (Hinojosa del Duque, provincia de Córdoba, 23 de mayo de 1964) es un historiador del arte español, comisario independiente y ensayista.

## Trayectoria profesional
Licenciado en Geografía e Historia  por la Universidad de Sevilla en el año 1992 y Doctor en Historia del Arte en la misma universidad en el año 2002. Como comisario independiente ha programado múltiples exposiciones. Es miembro de la Sociedad Española de Estética y Teoría de las Artes. Ha obtenido diversas becas como en 2011- Beca de residencia de la Fundación Valparaíso (Mojácar, Almería). 2012- Beca de residencia en Sierra Centro de Arte (Santa Ana la Real, Huelva), para la realización del vídeo-documental Penélopes, guardianas de la memoria, sobre la memoria de las esposas e hijas de los emigrantes en zonas rurales de Andalucía.
Dirige su trabajo hacia la investigación y exposición del arte contemporáneo, especialmente las últimas tendencias y los lenguajes plásticos innovadores, los discursos y narraciones actuales. Se interesa especialmente por la fotografía y el vídeo, en sus variantes de vídeo-instalación y vídeo-performance. La otra línea de investigación es la memoria histórica de las personas LGBTI.
. En los años 2013 a 2016 vive en Ecuador donde trabaja como docente e investigador en diversas instituciones como la Facultad de Artes de la Universidad Central de Ecuador y en la Facultad de Arquitectura, Diseño y Artes Visuales en la Pontificia Universidad Católica de Quito, así como investigador en el Centro de Arte Contemporáneo de Quito. Ha trabajado en proyectos relacionados con el arte actual en diferentes países de América Latina,  como  en Argentina, Ecuador, Perú, Bolivia, México, Cuba, Guatemala o Chile, y en otros como Estados Unidos, Francia, Alemania, Italia o Israel.
Es comisario asociado de Videoartworld y corresponsal en Andalucía de la revista internacional Art.es.
Como activista por los derechos LGBTI, realiza charlas sobre la representación de las personas de este colectivo en el arte contemporáneo.

## Publicaciones
selecciónː 
Memoria histórica e identidades sociales en la fotografía de Manuel Muñoz. En Identidades sociales y memoria colectiva en el arte contemporáneo andaluz. Ed. Centro de Estudios Andaluces. 
La imagen como fábrica. Fotografía contemporánea en Andalucía. Ed. Centro de Estudios Andaluces. 
Arte desde una perspectiva sociológica. Experiencias sobre arte, política y sociedad. Ed. Ars Activus. España.
Travelling city. Ed. Pontificia Universidad Católica del Ecuador. 
Construcción visual de lo social. Fotografía contemporánea en el Ecuador. Ed. Pontificia Universidad Católica del Ecuador. 
Poética de la memoria. Capítulo en el libro “Dolor, represión y censura política en la cultura del siglo XX”. Ed. Libargo. Granada, 2016. 
SER TÚ MISMA era un delito. Ed. Las liebres muertas. Sevilla, 2017. 
La experiencia de la frontera. En Manifiesto. Ed. (con)Tensión. México. 
Cicatrices en la memoria. Ed. Egales, Madrid-Barcelona, 2019. 
Good as you. Representaciones de la Homosexualidad en el arte contemporáneo. Ed. Algorfa. Segunda edición. Málaga, 2019.
Arte y posmemoria. El arte como preservación de la memoria tras el conflicto. Brumaria, España, 2020.
En el año 2024 presenta su libro Sin barreras ni cerrojos. Arte contra las violencias de géneroː Encuentro, combate y curación.

## Comisariado de exposiciones
1997- Poeta en Nueva York. Homenaje de Eduardo Naranjo a Federico García Lorca.   Casino de la Exposición. Universidad de Sevilla, sala de exposiciones de la Universidad de Málaga y sala de exposiciones "Gran Capitán". Obra Social y Cultural CajaSur. Córdoba.
1999- Lo Moderno en la escultura de Sevilla. Sala San Hermenegildo. Área de Cultura del Ayuntamiento de Sevilla enero-febrero.
1999- X Kosovo. Reales Atarazanas. Julio. Sevilla.
2000. Cuerpos transitados. Casa de la Moneda. Área de Cultura del Ayuntamiento de Sevilla. Marzo.
2001- Geometría y color, de Diego Ruiz Cortés. Fundación Aparejadores, Sevilla. Marzo-abril./ María Roldán pintura y escultura. Organizada por la Universidad Pablo de Olavide y el Ayuntamiento de Dos Hermanas, en la sala La Almona. Dos Hermanas (Sevilla). Octubre.
2002- La casulla de San Ildefonso, Velázquez. Château de Malbrouck. Conseil Général de la Moselle. Francia. Abril-junio. / Aníbal pasando los Alpes, Goya. Château de Malbrouck. Conseil Général de la Moselle. Francia. Septiembre-noviembre.
2003- La arqueología de las cosas IV de Mayte Alonso y de Javier Velasco Durmientes y tirantes en las Reales Atarazanas de Sevilla. Marzo-mayo.
2004- El signo y la figura de María Roldán. Baluarte de Candelaria. Cádiz. Fundación Municipal de Cultura y Universidad de Cádiz. 26 de febrero. 21 de marzo. / De Sacra-mente de Javier Velasco. Museo Barjola. Gijón. Abril –mayo. Acción Audiovisual Multimedia Alameda. Alameda de Hércules. Sevilla. 23 de junio. /  Remakes. DA2, Salamanca. Junio–julio. Coproducción con el capcMusée de Burdeos.  / - Con-tenedores. Galería Raquel Ponce. Madrid. Octubre-noviembre
2005- Mirada, plano y volumen. Galería Birimbao. Sevilla. Abril-mayo. /  On prediction de Fernando Sinaga en el Museo Vostell-Malpartida. Abril-mayo./  Fréderic Lecerf. Video instalación. Museo de Cáceres. En colaboración con la Embajada de Francia en España. Octubre. /  Eclosión de Dora Stefanova en el Baluarte de la Candelaria y la Sala Paréntesis. Ayuntamiento y Universidad de Cádiz. Mayo-junio. /  Con-tenedores. Casa de las Conchas. Salamanca. Agosto-septiembre. Con Ana Sánchez, Javier Velasco, Ricardo Calero, Esther Pizarro, Mónica Gener, Roberto Coromina, Alicia Martín. /  Muy frágil. Museo del Vidrio de Alcorcón (Madrid). Javier Velasco, Xavi Muñoz, Ricardo Calero, Mónica Gener, David Israel. Octubre.
2006- Lenguaje de signos de Miguel Soler en el Baluarte de la Candelaria. Ayuntamiento de Cádiz. Enero-marzo. /  Comisario por Andalucía, en la exposición Interzonas06. Palacio de Sástago. Diputación de Zaragoza. Marzo. / - Debajo del agua (Ángela Lergo). Museo de Cáceres. Agosto-septiembre. / This wish I write to you (Xavi Muñoz). Casa de las Conchas, Salamanca. agosto-septiembre. /  Travelling city and more… (Juan Carlos Robles). Fundación Municipal del Cultura Antiguo Instituto, Gijón. Octubre-noviembre.
2006- 2007- Más allá de las palabras. La Casa del siglo XV. Ayuntamiento de Segovia. noviembre-enero./ Miradas cruzadas. Cuerpo y paisajes. Baluarte de Candelaria. Ayuntamiento de Cádiz. Diciembre-enero.
2007- Fragmentos urbanos. Tu fantasía favorita (Juan Carlos Robles). Sala Verónicas. Murcia.  Mayo-julio./  De ida y vuelta (Rorro Berjano). Centro Cultural San Jorge. Cáceres.noviembre-diciembre. 
2008- Signos de la ciudad. Centro Andaluz de Arte Contemporáneo. Sevilla. Abril-julio. Fundación Municipal de Cultura Antiguo Instituto. Gijón. Noviembre-enero. / Seen is beliving? (Will Shank y Nate Larson). Casa de las Conchas. Salamanca. Agosto-Septiembre./  Seen is beliving? (Will Shank y Nate Larson). Casa de las Conchas. Salamanca. Agosto-Septiembre./  Todo es política (Miguel Soler). Horno de la Ciudadela de Pamplona. Febrero-marzo. /  Narraciones de los objetos sobre el cuerpo y el espacio. La Llotgeta. CAM. Valencia./ Participación en el proyecto The last book, de Luis Camnitzer. Biblioteca Nacional de Buenos Aires (Argentina). Itinerante. /  Videoakt. Participante como comisario invitado en el Festival Videoakt, de Berlín. GlogauAIR. /  Ethos (Anavia). Casa de las Conchas. Salamanca. Agosto-septiembre. 
2008-2009- Remakes. Vídeo sobre cine. Centro de Cultura Antiguo Instituto de Gijón. Noviembre-enero. 
2008- Coordinación y comisario del proyecto La Naturaleza intervenida. Reflexiones sobre la Naturaleza, el Medio Ambiente y las nuevas tecnologías. Espacio Iniciarte, Sevilla. Noviembre-diciembre. 
2009- Reflexiones sobre una utopía habitable I. Espacio ciudad. Vitoria. Mayo-julio. /  El animal irracional. Galería Rita Castellote. Madrid. Mayo-junio. /  Miradas divergentes. Dean Project. Nueva York. Junio-agosto. 
2010- Solo las horas… Exposición de Pepa Rubio en la Filmoteca de Andalucía, Córdoba. 13 de abril 15 de mayo. 
2011- Remakes. Vídeo sobre cine. Espacio Iniciarte Córdoba. Consejería de Cultura. 11 de mayo 25 de junio. / - En Castellano and in other Languages: Video Artists from Andalucía and the Bronx. Co-comisariada por Juan-Ramón Barbancho and Nicolás Dumit Estévez Project Room Space, Longwood Art Gallery. Universidad de Hostos. Nueva York. 1 de junio 3 de agosto. /  Smile (Francis Naranjo). Centro de Cultura Antiguo Instituto. Gijón. 9 de junio 31 de julio.  
2012- La naturaleza infinita de Robert Cahen. Posada del Potro (Córdoba). 15 de febrero 31 de marzo.  /  El espíritu del flâneur (Sandra Carvalho y Felipe Ortega-Regalado). CICUS (Centro de iniciativas culturales de la Universidad de Sevilla). 6- 30 de marzo. / - El elogio de la locura. Cuando los compromisos devienen en imágenes. Fundación Chirivella Soriano. Valencia. 8 de junio 30 de septiembre.
2013- Cartografías de lo (im)posible. Centro de Arte Wifredo Lam, La Habana, Cuba. 19 de abril 30 de mayo.
2014- Reinas de Quito, Centro de Arte Contemporáneo de Quito. Noviembre. 
2015-  Ofelias, Museo Camilo Egas, Quito. Noviembre.
2016- Hasta que Cambies, Centro Integral de Información de la Universidad Central del Ecuador, Quito. Noviembre. 
2020- Good ad you. Fundación Francis Naranjo. Castillo de Mata, Las Palmas de Gran Canaria. Octubre-noviembre. 
2023- Poética de la memoria. Cómo el arte evita el olvido y dignifica a las víctimas. Palacio de los Condes de Gabia. Diputación de Granada. Febrero-mayo.